# Prunus sefinensis
Prunus sefinensis är en rosväxtart som först beskrevs av Joseph Friedrich Nicolaus Bornmüller, och fick sitt nu gällande namn av Edward Murray. Prunus sefinensis ingår i släktet prunusar, och familjen rosväxter. Inga underarter finns listade i Catalogue of Life.